# Hispophora lechriospilota
Hispophora lechriospilota är en fjärilsart som beskrevs av Louis Beethoven Prout 1922. Hispophora lechriospilota ingår i släktet Hispophora och familjen mätare. Inga underarter finns listade i Catalogue of Life.